# Terapias de reemplazo de nicotina
Las terapias de reemplazo de nicotina son formas aprobadas por la medicina para el consumo de nicotina en formulaciones que no usan tabaco. Se ayudan con la cesación tabáquica o para cesar el tabaco de mascar. Aumenta la posibilidad de dejar de fumar entre un 50% y un 70% y muchas veces, se combina con otras técnicas. También se utilizan terapias de reemplazo de nicotina para tratar colitis ulcerosa. Tipos de terapia de reemplazo de nicotina incluyen los parches de nicotina, chicles de nicotina, pastillas de nicotina y el uso de aerosoles o pulverizadores nasales e inhaladores y el uso de más de un tipo de terapia de reemplazo de nicotina al mismo tiempo puede aumentar la eficacia del tratamiento.
Los efectos secundarios comunes dependen de la formulación de la nicotina. Efectos secundarios comunes con el uso de chicles incluyen náusea, hipos e irritación de la boca. Efectos secundarios comunes con el parche incluyen irritación de la piel y una boca seca mientras con el inhalador una tos, moqueo nasal y dolor de cabeza. Riesgos serios incluyen envenenamiento por nicotina y adicción. Parece que no aumentan el riesgo de un ataque de corazón aunque existe la posibilidad de que los bebés de madres en terapia durante el embarazo sufran daños. Las terapias de reemplazo de nicotina funcionan para reducir las ansias causadas por la adicción a la nicotina.
La terapia de reemplazo de nicotina fue aprobado en los Estados Unidos en 1984 y los productos de reemplazo de nicotina están en la lista de los medicamentos más importantes que debe tener un sistema de salud según la Organización Mundial de la Salud. Aunque están disponibles como medicamentos genéricos, en los Estados Unidos un mes de parches o chicles cuestan entre 100 y 200 dólares, mientras que otras opciones pueden tener un coste aún mayor.